# Maximilien Mailliet
Maximilien Joseph Maillet, né le 30 octobre 1812 à Avesnes-sur-Helpe (Nord) et mort le 2 février 1897 à Bruxelles est un homme politique français.

## Biographie
Ancien élève de l'école Polytechnique, il quitte rapidement l'armée pour prendre la direction d'usines, puis d'une banque dans sa ville natale. Conseiller général du Canton d'Avesnes-sur-Helpe-Sud, il est président de la société d'agriculture d'Avesnes. Il est sénateur du Nord, siégeant au groupe bonapartiste de l'Appel au peuple, de 1876 à 1879.

## Distinctions
- Officier de la Légion d'honneur par décret du 4 février 1875[4].

## Sources
- « Maximilien Mailliet », dans Adolphe Robert et Gaston Cougny, Dictionnaire des parlementaires français, Edgar Bourloton, 1889-1891 [détail de l’édition]